# DCLRE1C
Le gène DCLRE1C, pour « DNA cross-link repair 1C », situé sur le chromosome 10 humain code pour la protéine artemis.

## Rôle
Il intervient dans la recombinaison V(D)J, étape clé de la maturation des lymphocytes T et B.

## En médecine
La mutation du gène entraîne un déficit immunitaire combiné sévère caractérisé par l'absence des lymphocytes T et B et une réponse incomplète à la transplantation de moelle osseuse. La thérapie génique constitue une piste thérapeutique prometteuse.